# Gansu
Gansu (kin. 甘肃, tradicionalni kineski: 甘肅, pinyin: Gānsù) je slabo naseljena pokrajina u središnjem dijelu Kine.
Žuta rijeka protječe kroz južni dio pokrajine. Glavni grad Gansua je Lanzhou, koji se nalazi na jugoistoku pokrajine. Pokrajina je 2009. god. imala površinu od 454.000 četvornih kilometara i preko 25 milijuna stanovnika.
Naziv Gansu je složenica od naziva za dvije pokrajine iz vremena dinastije Sui: "甘" (Gān) i "陇" (Lǒng), što znači „Dugi zapad”.

## Zemljopis
Gansu na krajnjem sjeveru graniči s Mongolijom, na sjeverozapadu sa Xinjiangom, dok joj je na sjeveroistoku Autonomna regija Unutarnja Mongolija, na istoku Autonomna regija Ningxia i pokrajina Shaanxi, na jugu i jugozapadu pokrajina Sečuan i pokrajina Qinghai i na zapadu Autonomna regija Xinjiang.
Topografski, Gansu je relativno jednostavna na zapadu i sjeverozapadu, ali ne i na jugoistoku, gdje je teren pretrpio velike promjene zbog čestih potresa. Na sjeverozapadu pokrajine ima vrlo malo planina, ali je teren prilično brdovit, te se na istoku pretapa u pustinju Gobi. Prosječna nadmorska visina iznosi oko 900 metara. Istočni dio pokrajine je najtrusnije područje Kine, u kojemu se od 6. stoljeća do danas,  svakih 65 godina događaju veliki potresi, dok se manji potresi događaju barem jednom u 10 godina. Jedna od najvećih katastrofa modernog doba dogodila se 1920. god. kada je velik potres pogodio središte istočnog Gansua i izazvao velika klizišta. Broj poginulih je procijenjen na 246.000, a mnogi gradovi i sela su potpuno nestali.

### Klima
Po Köppenovoj klasifikaciji klime pokrajina Gansu ima oštru kontinentalnu klimu s velikim razlikama između vrućih ljeta i hladnih zima.

## Povijest
U prapovijesti Gansu je bio dom mnogim neolitičkim kulturama kao što je Dadiwanska kultura (5800. – 3000. pr. Kr.), Majiayao kultura (3100. – 2700. pr. Kr.) i dijelom Qijia kultura (2400. – 1900. pr. Kr.). Ovo područje su naseljavali razni narodi kao što je narod Wusun, prema zapisima velikog povjesničara Sima Qiana iz 109. pr. Kr. On je zabilježio kako je narod Yuezhi izvorno živio na ovom području prije nego što je 177. pr. Kr. pobjegao od napada srednjoazijskog naroda Xiongnu na zapad u Transoksijanu, te na jug u Baktriju, dok naposljetku u Južnoj Aziji nisu osnovali Kušansko Carstvo.
Također, država Qin (秦), koja je u 3. stoljeću pr. Kr. prerasla u Kinesko Carstvo je izvorno nastala u jugoistočnom Gansuu, oko Tianshuija (天水). Tu su pronađene grobnice Qina i razni predmeti poput 2.200 godina starog zemljovida okruga Guixian.
Gansu je stoljećima imao strateški značaj za Kinesko Carstvo jer je preko njegovog uskog Hexi prolaza (河西走廊) išao promet iz gornjeg toka Žute rijeke i Tarimske zavale.
Dinastija Han je proširila Kineski zid ovim područjem i izgradila strateški Yumenguan („Vrata žada”) prolaz kod današnjeg Dunhuanga. Na ovom prolaznom području je došlo do miješanja mnogih naroda i kultura, a u to vrijeme su nastale budističke Maijishan i Mogao špilje, koje su bogato ukrašene skulpturama i za povijest važnim zidnim slikama.
Sporazumom u Qingshuiju 823. god., za vrijeme dinastije Tang, Tibetansko Carstvo je dobilo i dugo vladalo velikim dijelom Gansua. Nakon propasti Ujgurskog Kaganata, Ujguri su u dijelu Gansua osnovali svoje kraljevstvo kojim su vladali od 848. do 1036. god. U to vrijeme je većina stanovništva prešla na islam.
Kasnije je dinastija Ming ojačala Veliki zid i izgradila utvrđenu postaju Jiayuguan. Ovdje je došlo do velike muslimanske pobune 1862. – 77. god., koja se proširila Kinom i naposljetku je dinastija Qing sprovela pogrom od Gansua do Yunnana, u kojemu je stradalo oko 12 milijuna kineskih muslimana. Dungani, muslimanski Huej Kinezi iz Gansua i Shaanxija, su tada prebjegli u središnju Aziju, tada Rusko carstvo (danas Kazahstan i Kirgistan). Dunganska sufijska buna (1895. – 96.) se proširila na Gansu iz Qinghaija, a ugušili su je lojalistički muslimani.
God. 1920., Gansu je pogodio potres jačine 8,6 Richterove ljestvice u kojemu je život izgubilo oko 180.000 ljudi. Tijekom Republike Kine 81912. – 49.), Gansuom su upravljali moćni muslimanski vojskovođe Kuomintanga (tzv. „Ma klika”), kao što su Ma Hongbin (1930. – 31.) i Ma Buqing (1942. – 43.).
Česti potresi, suše i gladi su usporili gospodarski razvoj Gansua, sve do nedavnog pronalaska mnogih rudnih bogatstava, što je dovelo do industrijskog razvoja.

## Znamenitosti
Mogao špilje (莫|高|窟, Mògāo kū) čine sustav od 492 ćelije i hrama na istočnoj litici planine Mingsha, oaze smještene na religijski i kulturno važnoj lokaciji Puta svile, 25 km jugoistočno od Dunhuanga. Špilje sadrže neke od najznamenitijih djela budističke umjetnosti, stvorenih u razdoblju od 1000 godina.
Bingling hram (炳灵寺, Bǐnglíng Sì)  u Autonomnoj prefekturi Linxia je također niz špiljskih budističkih hramova izgrađenih od oko 420. god. nadalje. Pored 183 špilje, 694 kamene i 82 glinene skulpture, tu se nalazi i 27 visoka skulptura sjedećeg Bude.
Jiayuguanski prolaz je najveći i najočuvaniji prolaz kroz Kineski zid, izgrađen oko 1372. god.
Tibetanski samostan Labrang (བླ་བྲང་བཀྲ་ཤིས་འཁྱིལ, 拉卜楞寺 lābǔlèng sì) u Autonomnoj prefekturi Gannan ima najveći broj monaha tibetanskog budizma izvan Tibeta.

## Upravna podjela
Gansu je podijeljen na 14 prefektura:
| Zemljovid                | #                     | Naziv                            | Upravno sjedište                       | Kinesko pismo Pinyin | Stanovništvo (2010.) |
| ------------------------ | --------------------- | -------------------------------- | -------------------------------------- | -------------------- | -------------------- |
|                          |                       |                                  |                                        |                      |                      |
| — Gradske prefekture —   |                       |                                  |                                        |                      |                      |
| 1.                       | Jiuquan               | Suzhou (distrikt)                | 酒泉市 Jiǔquán Shì                     | 1.095.947            |                      |
| 2.                       | Jiayuguan             | Jiayuguan (Xiongguan (distrikt)) | 嘉峪关市 Jiāyùguān Shì                 | 231.853              |                      |
| 3.                       | Zhangye               | Ganzhou (distrikt)               | 张掖市 Zhāngyè Shì                     | 1.199.515            |                      |
| 4.                       | Jinchang              | Jinchuan (distrikt)              | 金昌市 Jīnchāng Shì                    | 464.050              |                      |
| 5.                       | Wuwei                 | Liangzhou (distrikt)             | 武威市 Wǔwēi Shì                       | 1.815.054            |                      |
| 6.                       | Baiyin                | Baiyin (distrikt)                | 白银市 Báiyín Shì                      | 1.708.751            |                      |
| 7.                       | Lanzhou               | Chengguan (distrikt)             | 兰州市 Lánzhōu Shì                     | 3.616.163            |                      |
| 10.                      | Dingxi                | Anding (distrikt)                | 定西市 Dìngxī Shì                      | 2.698.622            |                      |
| 11.                      | Longnan               | Wudu (distrikt)                  | 陇南市 Lǒngnán Shì                     | 2.567.718            |                      |
| 12.                      | Tianshui              | Qinzhou (distrikt)               | 天水市 Tiānshuǐ Shì                    | 3.262.548            |                      |
| 13.                      | Pingliang             | Kongtong (distrikt)              | 平凉市 Píngliàng Shì                   | 2.068.033            |                      |
| 14.                      | Qingyang              | Xifeng (distrikt)                | 庆阳市 Qìngyáng Shì                    | 2.211.191            |                      |
| — Autonomne prefekture — |                       |                                  |                                        |                      |                      |
| 8.                       | Linxia (za Hueje)     | Linxia                           | 临夏回族自治州 Línxià Huízú Zìzhìzhōu  | 1.946.677            |                      |
| 9.                       | Gannan (za Tibetance) | Hezuo                            | 甘南藏族自治州 Gānnán Zāngzú Zìzhìzhōu | 689.132              |                      |

## Stanovništvo
Gansu ima najveću populaciju Huej Kineza, i sa Shaanxijem je povijesni dom naroda Dungani koji danas živi u središnjoj Aziji. Na sjeverozapadnom dijelu pokrajine također obitava i veliki broj Tibetanaca

## Gospodarstvo
Tradicionalno je Gansu zbog čestih potresa, suša i gladi, bio siromašan kraj, što je pridonijelo privrednoj nestabilnosti i niskoj produktivnosti poljoprivrede. Danas se Gansu ubrzano mijenja, prije svega zahvaljujući bogatim nalazištima ruda (nikl, cink, kobalt, platina, iridij, bakar, barit, magnezij), na osnovu kojeg se razvija industrija. Pored toga, Gansu se u razvoju svoje industrije koristiti i resursima susjedne pokrajine Qinghai i Autonomne regije Xinjiang.
Bruto domaći proizvod pokrajine Gansu 2011. god. iznosio je 79,6 milijardi dolara, odnosno 2.380 dolara po glavi stanovnika.

## Vanjske poveznice
- Službene stranice pokrajine Gansu  Arhivirana inačica izvorne stranice od 15. listopada 2016. (Wayback Machine) (kin.)
- Gansu na portalu Encyclopædia Britannica (engl.)